# Пуркерете
Пуркерете (рум. Purcărete) — село у повіті Бистриця-Несеуд в Румунії. Входить до складу комуни Негрілешть.
Село розташоване на відстані 356 км на північний захід від Бухареста, 38 км на північний захід від Бистриці, 68 км на північний схід від Клуж-Напоки.

## Населення
За даними перепису населення 2002 року у селі проживали 225 осіб, усі — румуни. Усі жителі села рідною мовою назвали румунську.